# جيمس دبليو. دوكت
جيمس دبليو. دوكت (بالإنجليزية: James W. Duckett)‏ هو عسكري أمريكي، ولد في 9 يوليو 1911 في غرينوود في الولايات المتحدة، وتوفي في 21 يناير 1991 في تشارلستون في الولايات المتحدة.